# Jake Weary
Jacob Weary, dit Jake Weary, est un acteur, musicien, auteur-compositeur-interprète et producteur de musique américain, né le 14 février 1990 à Trenton dans le New Jersey. Il se fait connaître grâce à ses rôles : Luke Snyder dans le feuilleton As the World Turns, Vince Keeler dans la série Chicago Fire et Deran Cody dans la série dramatique Animal Kingdom.

## Biographie

### Jeunesse
Jack Weary est né en février 1990 à Trenton, New Jersey. Il est fils de l'actrice Kim Zimmer, lauréate du prix Daytime Emmy Award, et de l'acteur et réalisateur Allen Cudney « AC » Weary.

### Télévision
En 2003, Jake Weary apparaît dans un épisode du feuilleton Haine et Passion (The Guiding Light) sur CBS, dans lequel sa mère, l'actrice Kim Zimmer, interprète Reva Shayne.
Après les apparitions d'invités dans New York, police judiciaire (Law & Order: Special Victims Unit) et Listen Up!, il est Luke Snyder dans As the World Turns sur CBS. Il y reste jusqu'en décembre 2005, avant de se concentrer sur son travail scolaire.
En 2009, il est choisi pour incarner Kevin, personnage principal, dans les films Fred: The Movie de Clay Weiner (2010), Fred 2: Night of the Living Fred de John Fortenberry (2011) , Fred 3: Camp Fred de Jonathan Judge (2012), et la série télévisée Fred: The Show sur Nickelodeon.
En 2013, il est mormon dans le téléfilm Dans l'enfer de la polygamie (Escape from Polygamy) de Rachel Goldenberg.
En 2016, il tient le rôle de Deran Cody, le benjamin de la fratrie Cody dans le drame criminel Animal Kingdom, adapté du film australien du même titre (2010) .

### Cinéma
En 2008, Jake Weary fait ses débuts au cinéma, Assassinat d'un président (Assassination of a High School President) de Brett Simon, où il est le surveillant du couloir.
En 2010, il est engagé au film d'horreur Altitude de Kaare Andrews.
En 2015, il est le petit ami de Jay, interprétée par Maika Monroe, dans le thriller It Follows de David Robert Mitchell.
En 2019, il apparaît dans le rôle de John « Webby » Garton dans Ça : Chapitre 2 (It: Chapter Two) d'Andrés Muschietti.

### Musique
En plus de sa carrière d'acteur, Jake Weary écrit, produit et enregistre sa propre musique depuis l'âge de douze ans. En juillet 2011, sous le pseudonyme « Agendas », il sort un EP éponyme, suivi d'un deuxième essai intitulé Tones, sorti 16 juin 2012.
En été 2016, il produit de la musique sous son nom, avec un nouvel album sans titre.

### Vie privée
En octobre 2019, Jake Weary épouse Vera Bulder, sa petite amie de jeunesse.

## Filmographie

### Longs métrages
- 2008 : Assassinat d'un président (Assassination of a High School President) de Brett Simon : le surveillant du couloir
- 2010 : Altitude de Kaare Andrews : Sal
- 2010 : Fred: The Movie de Clay Weiner : Kevin
- 2011 : Fred 2: Night of the Living Fred de John Fortenberry : Kevin
- 2012 : Fred 3: Camp Fred de Jonathan Judge : Kevin
- 2014 : Zombeavers de Jordan Rubin : Tommy
- 2014 : It Follows de David Robert Mitchell : Hugh / Jeff
- 2016 : Message from the King de Fabrice du Welz : Bill
- 2017 : Tomato Red de Juanita Wilson : Sammy
- 2017 : Smartass de Jena Serbu : Mickey
- 2019 : Finding Steve McQueen de Mark Steven Johnson : Tommy Barber
- 2019 : Ça : Chapitre 2 d'Andrés Muschietti : John « Webby » Garton
- 2020 : Rushed de Vibeke Muasya : Steven Croission
- 2021 : The Ultimate Playlist of Noise de Bennett Lasseter
- 2022 : Sabotage de Daniel Goldhaber
- 2024 : Riposte (Trigger Warning) de Mouly Surya
- 2024 : Oh, Canada de Paul Schrader : Stanley Reinhart

### Courts métrages
- 2013 : Glove de Dylan Bushnell : James Ubermensch
- 2015 : Here Now de Gregg Araki : Shad
- 2015 : Rafter de Will Arbery : Adam
- 2015 : Apasionata de Saila Reyes : Eric
- 2014 : The Deal de Daniel S. Kaminsky : Bryce
- 2019 : Crossbow de Zach Lasry

### Téléfilms
- 2005 : Testing Bob de Rodman Flender : Harris
- 2013 : Dans l'enfer de la polygamie (Escape from Polygamy) de Rachel Goldenberg : Micah
- 2015 : Grossesse sous surveillance (A Deadly Adoption) de Rachel Lee Goldenberg : Dwayne Tisdale

### Séries télévisées
- 2003 : Haine et Passion (The Guiding Light) : Jack (épisode 14286)
- 2004 : New York, unité spéciale : Shane Madden (saison 5, épisode 25)
- 2004 : Listen Up! : Slacker, enfant (saison 1, épisode 3 : Grandmaster of the Wolfhunt)
- 2005 : As the World Turns : Luke Snyder / Luke Grimaldi (60 épisodes)
- 2005 : New York, section criminelle (Law & Order: Criminal Intent) : Tim Stenton (saison 5, épisode 6 : In the Wee Small Hours: Part 1)
- 2009 : Three Rivers : T.J. Russo (saison 1, épisode 6 : Where We Lie)
- 2012 : Fred: The Show : Kevin (17 épisodes)
- 2014 : Chicago Fire : Vince Keeler (3 épisodes)
- 2014 : Stalker : Bobby Hughes (saison 1, épisode 5 : The Haunting)
- 2014–2015 : Pretty Little Liars : Cyrus Petrillo (4 épisodes)
- 2015 : Threesome : Alden (saison 1, épisode 5 : Bar Slut)
- 2016 - 2022 : Animal Kingdom : Deran Cody (58 épisodes)

## Discographie

### EP
- Agendas (2011)
- Tones (2012)
- Untitled (2016)